# Аккоганнок
Аккоганнок (англ. Accohannock), також відомі як Анамессекс (англ. Annamessex) — корінне індіанське плем'я. Аккоганноки мешкали у штаті Вірджинія (США), на території округів Аккомак та Нортгемптон, та входили в Конфедерацію Повхатан.

## Історія
Аккоганноки розмовляли однією із східноалгонкінських мов. Вони харчувалися переважно дичиною, кукурудзою та овочами.
Низовий колоніальний расизм і втрата земель урешті-решт змусили аккоганоків у XVIII столітті перейти до більш сучасного сільського господарства, щоб вижити.

## Сучасність
Сьогодні група, яка називає себе аккоганноками, має штаб-квартиру в Маріон-Стейшн, штат Меріленд. Вони безуспішно боролися за федеральне визнання, але були визнані штатом Меріленд у 2017 році. Також вони створили живий музей, присвячений історії їхнього племені, — Племінний музей індіанців аккоганнок (англ. Accohannock Indian Tribal Museum).